# Palais du Tonkin
 (janvier 2019).
Le palais du Tonkin (vietnamien : Bắc Bộ Phủ), ou la maison des hôtes d'État (vietnamien : Nhà khách Chính phủ), est un monument historique situé dans le district de Hoan Kiem, à Hanoi, au Vietnam.
L'édifice est un représentant de l'architecture coloniale française en Indochine française.

## Étymologie
Le bâtiment était, à l'origine, le Palais du Résident Supérieur du Tonkin, (vietnamien: Dinh Toàn Quyền Bắc Kỳ), construit entre 1918 et 1919 pour abriter le gouverneur français du Tonkin. Il a ensuite été rebaptisé Palais du Tonkin (vietnamien: Bắc Bộ Phủ) lorsque le Viet Minh a repris le nord du Vietnam.

## Histoire
Le palais a été construit par Auguste Henri Vildieu entre 1918 et 1919 pour accueillir le gouverneur français du Tonkin.
Le bâtiment était l'emplacement de la prise de contrôle du Viet Nam par le Viet Minh, à la suite de la révolution d'août.
Dans les temps modernes, il est utilisé comme la maison des hôtes d'État du gouvernement vietnamien.

## Galerie

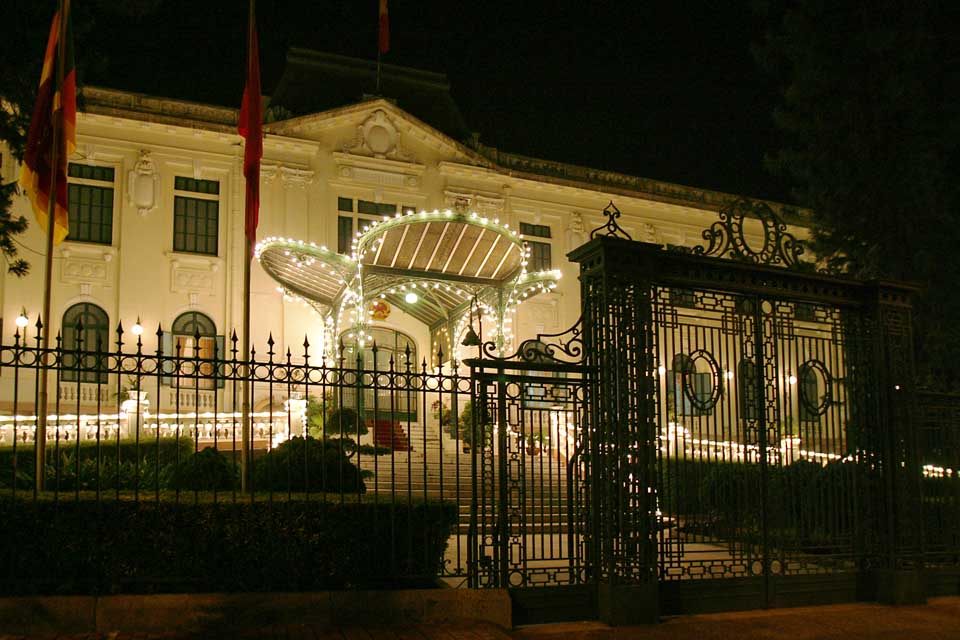
Vue du palais du Tonkin dans la nuit